# Ralliart
Ralliart Inc. (株式会社ラリーアート, Kabushiki-gaisha Rarīāto) est le nom du département compétition de Mitsubishi Motors. Il est responsable du développement et de la préparation des véhicules engagés en rallye et en rallye-raid. Ralliart est aussi la marque de la gamme de pièces destinées à améliorer les performances des Mitsubishi de série.

Logo de Mitsubishi Motors de 1984 à 2005 sous Ralliart

## Mitsubishi en championnat du monde des rallyes
Ralliart Europe est établi sous le nom de Andrew Cowan Motorsports (ACMS) Ltd. en 1983 par Andrew Cowan, pilote Mitsubishi en rallye et rallye-raid. Cette équipe fut responsable de l'engagement de la marque en championnat du monde des rallyes, avec notamment les Galant VR-4 et Lancer Evolution. L'équipe a permis à Mitsubishi de remporter le titre constructeurs en 1998 et 4 titres pilotes avec Tommi Mäkinen de 1996 à 1999. Mitsubishi consolida son activité en rallye en 2003, en acquérant ACMS Ltd. à la suite de la formation de Mitsubishi Motors Motor Sports (MMSP) GmbH en novembre 2002. Mitsubishi décide néanmoins fin 2005 de se retirer du championnat du monde des rallyes au plus haut niveau, ne conservant une implication que via la catégorie Groupe N.

### Palmarès en championnat du monde des rallyes (WRC)

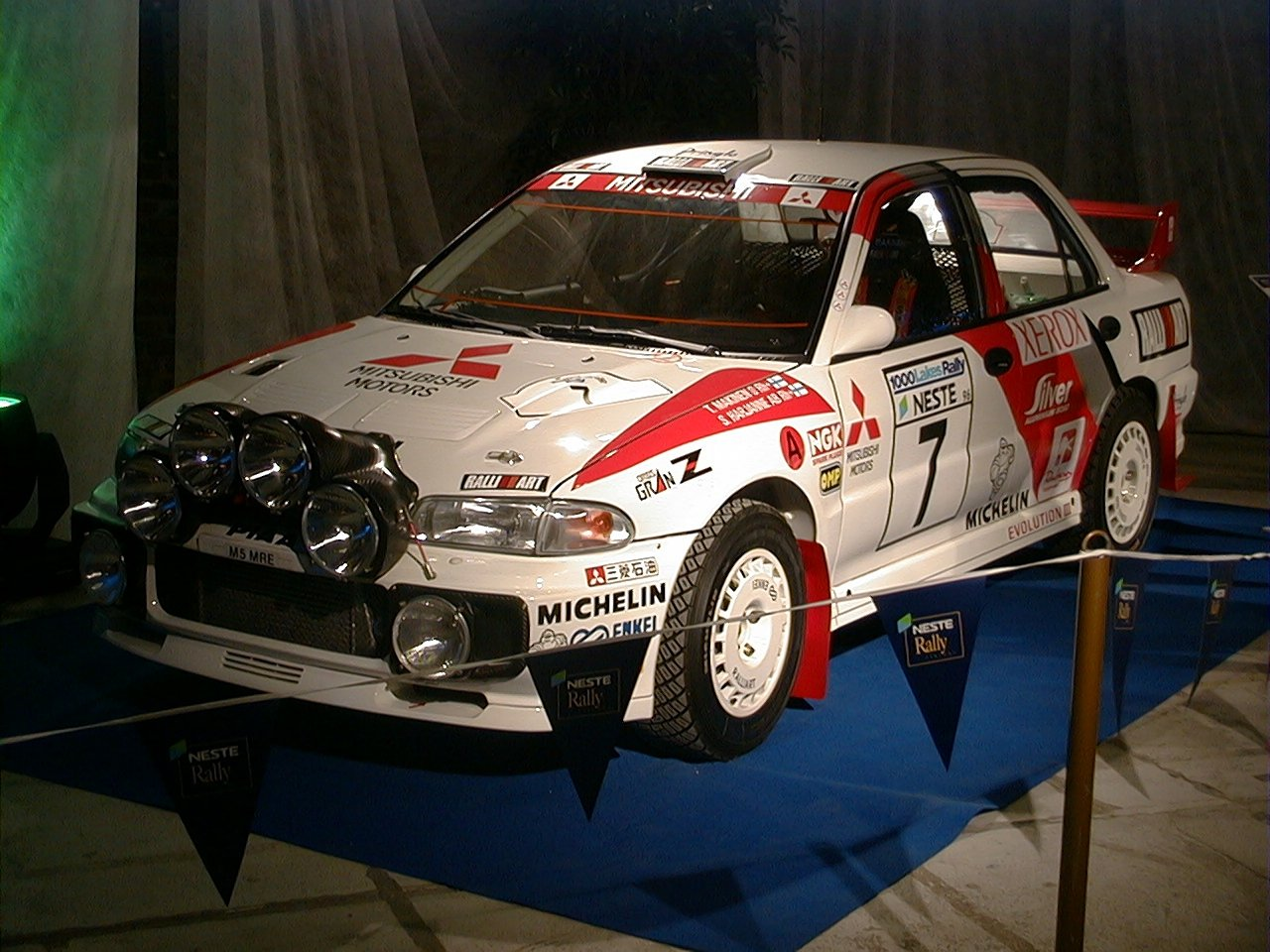
La Lancer Evo III au rallye de Finlande 1996.

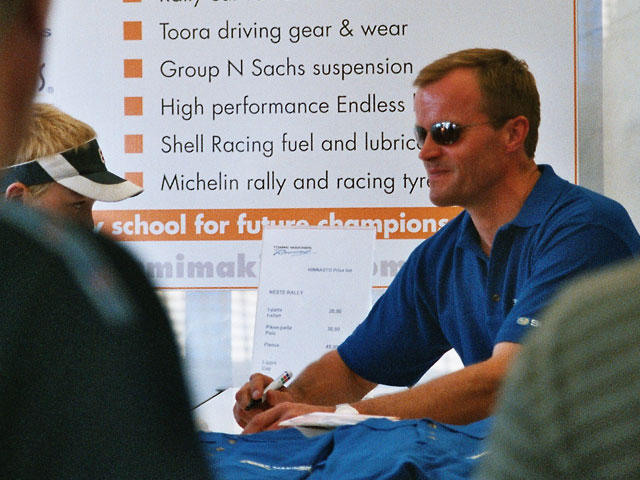
Tommi Mäkinen

Pilote    
|      |               |                           |  |  |  |  |  |  |  |
| 1996 | Tommi Mäkinen | Mitsubishi Lancer Evo III |  |  |  |  |  |  |  |
| 1997 | Tommi Mäkinen | Mitsubishi Lancer Evo IV  |  |  |  |  |  |  |  |
| 1998 | Tommi Mäkinen | Lancer Evolution V        |  |  |  |  |  |  |  |
| 1999 | Tommi Mäkinen | Mitsubishi Lancer Evo VI  |  |  |  |  |  |  |  |

Constructeur 
|      |                               |  |  |  |  |  |  |  |  |
| 1998 | Lancer Evolution V Carisma GT |  |  |  |  |  |  |  |  |

## Mitsubishi en rallye-raid
Mitsubishi s'est engagé pour la première fois au Rallye Dakar en 1983. Andrew Cowan et Colin Malkin finissent 11e du classement cette année-là sur leur Mitsubishi Pajero de série. L'année suivante, Mitsubishi fait appel à la structure française S.B.M, basée à Pont-de-Vaux pour concevoir et préparer des Pajero prototypes. Andrew Cowan et son copilote Johnstone Syer finissent 3e du Dakar 1984, alors que leurs équipiers Hubert Rigal and Patrick Fourticq terminent 7e.
1985 sera l'année de la consécration puisque Mitsubishi remporte sa première victoire au Dakar avec le Pajero prototype et un doublé de Patrick Zaniroli et Andrew Cowan sur trois voitures engagées. L'année suivante, Hubert Rigal, Andrew Cowan et Patrick Zaniroli terminent respectivement 3e, 5e et 7e, en ayant remporté 9 étapes au total. Le japonais Kenjiro Shinozuka rejoint l'équipe en 1987 et termine 3e du Dakar alors qu'Andrew Cowan se classe 8e. Au Dakar 1988, Mitsubishi engage Kenjiro Shinozuka, Andrew Cowan et Pierre Lartigue. Shinozuka améliore son résultat de l'année précédente en terminant 2e. Ces trois pilotes sont rejoints l'année suivante par Patrick Tambay qui termine 3e du Dakar 1989. En 1990, Mitsubishi engage des voitures officielles pour Andrew Cowan, Kenjiro Shinozuka, Pierre Lartigue, Patrick Zaniroli (de retour chez Mitsubishi), Jean-Pierre Fontenay et Jean-Louis Schlesser. Cowan et Shinozuka terminent 4e et 5e.
Au Dakar 1991, Mitsubishi manque la victoire face à Citroën mais place 3 voitures officielles dans les 4 premiers avec dans l'ordre Pierre Lartigue, Jean-Pierre Fontenay et Kenneth Eriksson. Le constructeur renoue avec la victoire dans l'épreuve africaine en 1992 en réalisant un triplé avec Hubert Auriol, Erwin Weber et Kenjiro Shinozuka. En 1993, Mitsubishi engage 5 voitures pour Shinozuka, Weber, Fontenay, Salvador Servia et Bruno Saby qui remporte l'épreuve avec son copilote Dominique Serieys; Weber et Shinozuka se classant 4e et 5e.
Après trois succès consécutifs, l'année 1994 sera nettement plus difficile pour Mitsubishi. Engagé avec Shinozuka, Saby, Fontenay, Weber (Pajero prototypes T3) et Hiroshi Masuoka (Pajero dérivé de la série T2), ses voitures accumulent les problèmes en début de course. Puis vient le calvaire de l'étape Atar–Nouadhibou, dont une partie de la spéciale est rendue impraticable par la faute d'un sable très mou. Shinozuka casse son moteur. Fontenay et Saby, très retardés au classement général, tentent un coup en essayant de parcourir intégralement la spéciale alors que les Citroën contournent la difficulté en prenant le risque d'une pénalité. Après plus d'un jour d'effort, les deux Mitsubishi parviennent au bout de la spéciale alors que dans le même temps celle-ci a été neutralisée au km 246, rendant vains tous leurs efforts. Mitsubishi décide alors de retirer les voitures de Fontenay et Saby, ceux-ci n'étant pas en mesure de prendre le départ de l'étape suivante avec toutes les précautions de sécurité.
En 1995, Mitsubishi engage de nouveau 5 voitures au Dakar, Jutta Kleinschmidt remplaçant son compatriote Erwin Weber. Mitsubishi manque une nouvelle fois la victoire au profit de Citroën mais place 3 voitures dans le top 4 avec Saby, Shinozuka et Fontenay. L'année suivante, le constructeur engage de nouveau 5 voitures avec Saby, Masuoka, Shinozuka, Fontenay et Tambay. Fontenay termine 3e derrière les Citroën alors que Masuoka et Saby (victime d'un accident en cours d'épreuve) se classent 6e et 7e.
1997 marque une révolution au Dakar avec l'interdiction des prototypes usines. Citroën se retire mais Mitsubishi continue grâce à son Pajero T2. Leur principal adversaire, Schlesser dans son buggy, étant contraint à l'abandon après quelques étapes, Mitsubishi fige rapidement les positions et réalise un quadruplé avec Shinozuka (premier japonais vainqueur du Dakar), Fontenay, Saby et Masuoka. 1998 ressemble assez fortement à l'année précédente avec un nouveau quadruplé au Dakar avec cette fois Fontenay vainqueur devant Shinozuka, Saby et Masuoka. Cette année-là, Mitsubishi remporte également la Coupe du monde des rallyes-raids FIA pour la première fois.
En 1999, le constructeur aligne Shinozuka, Fontenay, Miguel Prieto, Kleinschmidt, Masuoka and Carlos Sousa (engagé sur un L200). Miguel Prieto, pourtant engagé sur un Pajero vieux de deux ans, sera le seul à lutter pour la victoire face à Schlesser mais dut s'incliner après un duel qui les a vus notamment s'accrocher, sans gros dommages, lors d'une étape. Mitsubishi remporte cependant la Coupe du monde des rallyes-raids FIA pour la seconde année consécutive. L'année 2000 ne sera guère couronnée de plus de réussite au Dakar puisque Mitsubishi s'incline une nouvelle fois face au buggy de Schlesser et au prototype Mega de Stéphane Peterhansel, conçu par S.B.M sur une base mécanique Mitsubishi! Fontenay échoue donc à la 3e place d'un Dakar amputée d'une partie de son parcours pour des raisons de sécurité. L'épreuve est aussi marquée par un gros accident dans les dunes libyennes impliquant 4 voitures dont celles de Prieto, Shinozuka et Sousa.
L'année 2001 marque le retour au succès au Dakar, avec la victoire de Jutta Kleinschmidt, première et unique femme à ce jour à avoir remporté cette épreuve. Cette course est marquée par une forte rivalité entre Mitsubishi et Schlesser, avec diverses pénalités pour les deux camps. Hiroshi Masuoka, sur un Pajero vieux de deux ans, mène de manière surprenante la majorité de l'épreuve mais lors de l'avant-dernière étape, il tombe dans le piège tendu par Schlesser et son équipier Servia, qui ont pointé volontairement en avance pour gêner le Japonais sur une spéciale étroite et poussiéreuse, et casse son train arrière gauche. Schlesser récupère la première place devant Kleinschmidt et Masuoka mais est pénalisé de 2h pour son attitude jugée peu sportive, ce qui permet à Mitsubishi de réaliser le doublé.
En 2002, Mitsubishi ne souffre aucune contestation pour la victoire au Dakar, ses concurrents (Schlesser et Nissan-Dessoude) manquant de fiabilité. Le constructeur japonais réaliste un inédit octuplé (voitures officielles et privées confondues) et Hiroshi Masuoka s'impose pour la première fois devant Kleinschmidt et Shinozuka. Kleinschmidt quitte Mitsubishi pour Volkswagen, nouvellement engagé en rallye-raid, alors que Stéphane Peterhansel arrive dans l'équipe, remportant le rallye de Tunisie et l'UAE Desert Challenge. Cette dernière épreuve marque l'arrivée du nouveau Pajero Evolution qui annonce le retour des prototypes usines en rallye-raid.
En 2003, Mitsubishi aligne donc au rallye Dakar deux nouveaux Pajero Evolution prototypes pour Peterhansel et Masuoka, ainsi que deux anciens Pajero « classiques » pour Fontenay et Miki Biasion. Peterhansel mène la majorité de l'épreuve mais casse une suspension à quelques jours de l'arrivée, rétrogradant au troisième rang derrière Masuoka et Fontenay; Mitsubishi s'offrant ainsi un nouveau triplé. Cette année-là, Mitsubishi rachète S.B.M et forme Mitsubishi Motors Motor Sports Team (MMSP), qui inaugure officiellement son palmarès avec une victoire à l'UAE Desert Challenge.
L'année 2004 verra Peterhansel s'imposer pour la première fois en catégorie auto au Dakar devant Masuoka, alors qu'Andrea Mayer termine 5e sur un ancien Pajero. Peterhansel s'impose aussi cette année-là au rallye de Tunisie et au rallye du Maroc.
En 2005, Peterhansel et Masuoka sont rejoints par Luc Alphand et Nani Roma sur des Pajero Evolution prototypes pendant que Mayer roule sur un L200. Peterhansel et Alphand réalisent le doublé pour Mitsubishi alors que Roma finit 6e pour son premier Dakar en auto. Roma remporte aussi sa première victoire auto cette année-là à la Baja Espana Aragon. Alphand remporte le rallye de Tunisie cette même année. 2006 verra une nouvelle victoire de Mitsubishi au Dakar avec cette fois-ci Alphand. Peterhansel a passé la majorité de l'épreuve en tête avant de casser une suspension à quelques étapes de l'arrivée et termine finalement 4e derrière son équipier Roma. Alphand gagne aussi le rallye de l'Atacama en 2006 alors que Peterhansel gagne le rallye de Tunisie et l'UAE Desert Challenge devant son équipier Alphand, les deux étrennant lors de cette épreuve le nouveau Pajero Evolution MPR13.

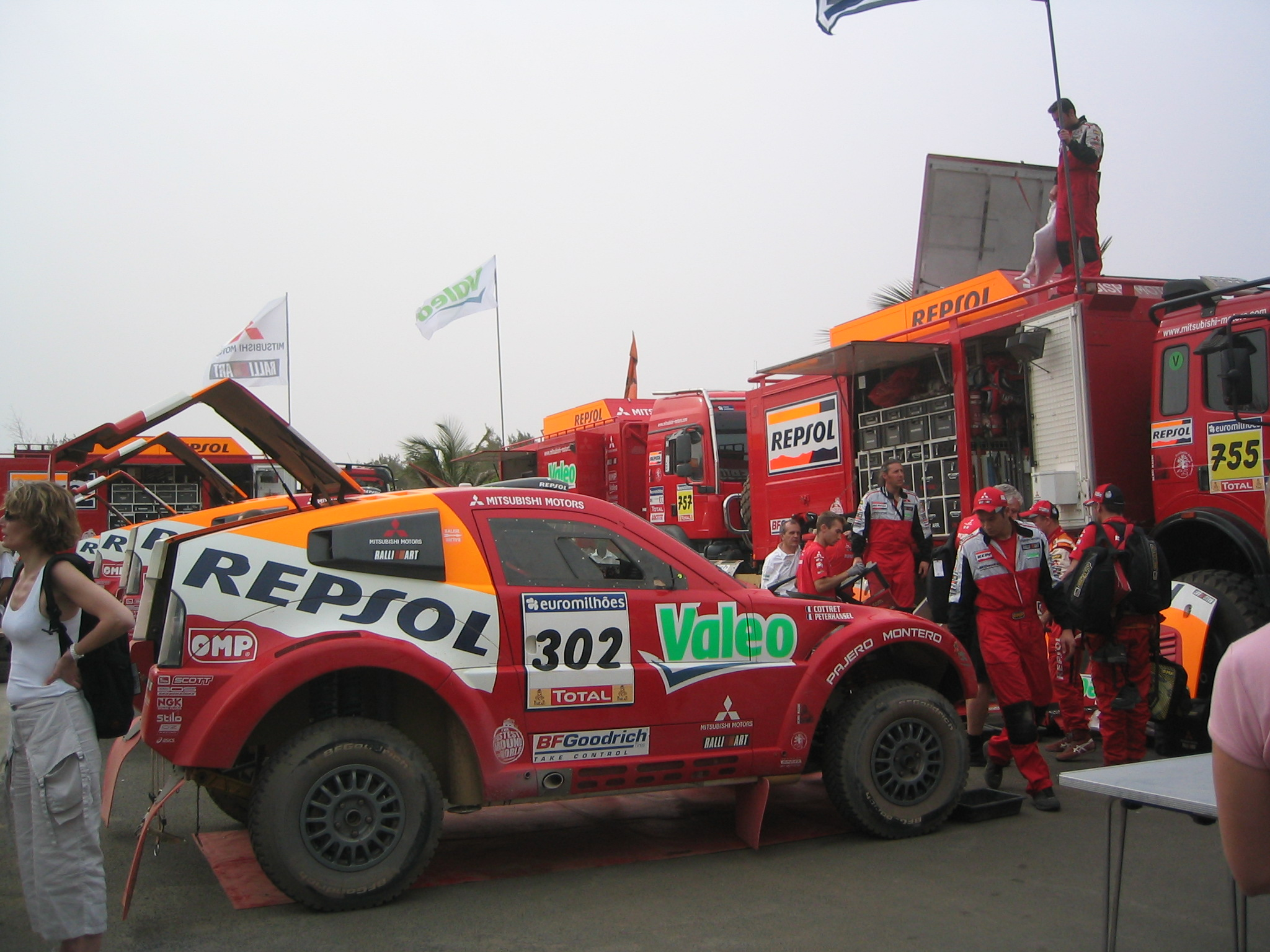
Peterhansel et son Pajero MPR13 au rallye Dakar 2007

En 2007, Mitsubishi voit pour la première fois depuis plus de 6 ans sa suprématie sur la Dakar menacée. Les Volkswagen mènent longtemps l'épreuve mais doivent se retirer à la suite de problèmes mécaniques. Peterhansel hérite de la victoire, sans avoir remporté une seule étape, devant Alphand pour ce qui constitue la 12e victoire de Mitsubishi au Dakar, la 7e consécutive. Peterhansel remporte aussi la Baja Espana et l'UAE Desert Challenge; Alphand gagnant quant à lui le rallye Por Las Pampas.
L'année 2008 est marquée par l'annulation du Dakar à la suite de menaces terroristes. Masuoka devait y étrenner le premier moteur Diesel de Mitsubishi en compétition avec le Pajero Evolution MPR14; Peterhansel, Alphand et Roma étant toujours engagées sur les Pajero Evolution MPR13 essence. Cette année-là, Peterhansel remporte le PAX Rally au Portugal, épreuve faisant partie des Dakar Series créées en partie pour pallier l'annulation du Dakar.
En 2009, Mitsubishi s'engage avec 4 nouveaux Racing Lancer à moteur Diesel. Ce changement de motorisation est notamment motivé par la volonté de se battre face à Volkswagen et BMW dont les véhicules à moteurs Diesel prenaient peu à peu le dessus en performances pures sur les Pajero essence. Cependant, cette nouvelle technologie se révèle peu fiable. Peterhansel et Masuoka doivent abandonner sur problèmes mécaniques alors qu'Alphand est contraint de renoncer après un malaise de son copilote à la suite d'un plantage. Roma sauve maigrement l'honneur de l'équipe officielle en remportant une étape et en terminant 10e du général après avoir lui aussi connu des problèmes mécaniques.
Dès le début des années 1980, c'est le regretté Ulrich Brehmer qui fut le directeur de compétition de Mitsubishi 4x4. 6 victoires au Dakar à son actif. Décédé en 2001, c'est Dominique Serieys, son adjoint qui prit la suite avec le succès que l'on sait: 6 victoires également
Peu après le Dakar 2009, Mitsubishi annonce son retrait du rallye-raid en raison de la crise économique de ses problèmes financiers. Le constructeur met ainsi fin à une période de 26 ans marquée par 12 victoires au rallye Dakar et de nombreux autres succès dans les rallyes-raids. Fin 2009, le français Nicolas Misslin se porte acquéreur de la structure MMSP SAS, qu'il rebaptise JMB Stradale Off Road. Les Mitsubishi Racing Lancer, désormais équipés de moteurs essence, continuent ainsi leur carrière en rallye-raid sous une bannière privée.
Les nombreuses victoires de Mitsubishi en rallye raid ne peuvent être dissociées de leurs responsables team manager, Ulrich Brehmer décédé le 11 septembre 2001 puis Dominique Serieys.

### Vainqueurs du Rallye Dakar
| Saison | Vainqueurs           | Vainqueurs        | Vainqueurs        |
| Saison | Pilote               | Copilote          | Voiture           |
| ------ | -------------------- | ----------------- | ----------------- |
| 1985   | Patrick Zaniroli     | Jean da Silva     | Mitsubishi Pajero |
| 1992   | Hubert Auriol        | Philippe Monnet   | Mitsubishi Pajero |
| 1993   | Bruno Saby           | Dominique Serieys | Mitsubishi Pajero |
| 1997   | Kenjiro Shinozuka    | Henri Magne       | Mitsubishi Pajero |
| 1998   | Jean-Pierre Fontenay | Gilles Picard     | Mitsubishi Pajero |
| 2001   | Jutta Kleinschmidt   | Andreas Schulz    | Mitsubishi Pajero |
| 2002   | Hiroshi Masuoka      | Pascal Maimon     | Mitsubishi Pajero |
| 2003   | Hiroshi Masuoka      | Andreas Schulz    | Mitsubishi Pajero |
| 2004   | Stéphane Peterhansel | Jean-Paul Cottret | Mitsubishi Pajero |
| 2005   | Stéphane Peterhansel | Jean-Paul Cottret | Mitsubishi Pajero |
| 2006   | Luc Alphand          | Gilles Picard     | Mitsubishi Pajero |
| 2007   | Stéphane Peterhansel | Jean-Paul Cottret | Mitsubishi Pajero |